# Шальнёв, Глеб Кириллович
Глеб Кириллович Шальнёв (15 мая 1906, Москва — сентябрь 1941, Могилёв) — советский комсомольский работник и журналист.

## Биография
Глеб Шальнёв родился 15 мая 1906 года в Москве.
В 1917 году окончил столичное четырёхклассное училище. Закончил среднее образование в девятилетней школе.
В 1922—1924 годах работал чернорабочим на московском заводе «Красный богатырь».
В 1924—1930 годах трудился в Московском городском музее изобразительных искусств. Первое время был чернорабочим, затем ответственным секретарём местного комитета профсоюзной организации.
В 1930 году поступил на музейные курсы наркомата просвещения, для того чтобы работать в музее политпросветителем.
В 1931 году стал кандидатом в члены ВКП(б). Тогда же Московский комитет ВЛКСМ после краткосрочной учёбы командировал его на работу комсомольским пропагандистом в подмосковный Сталиногорск (сейчас Новомосковск) на строительство химического комбината. В 1931—1934 годах работал пропагандистом в Сталиногорском городском комитете комсомола.
В 1934 году, заведуя культурным сектором городского комитета ВЛКСМ, стал одним из инициаторов создания в Сталиногорске полноценного театра на базе театра рабочей молодёжи.
В 1934—1936 годах был редактором железнодорожной многотиражной газеты «Сигнал». После этого был назначен редактором заводской газеты Сталиногорского химкомбината «Азотчик».
Впоследствии работал в Тульской области, куда в 1937 году был передан Сталиногорск. В 1938 году был направлен Тульским областным комитетом ВКП(б) в Ефремов, где он был редактором районной газеты «По ленинскому пути» и районным уполномоченным по радиовещанию.
В начале 1939 года был назначен главным редактором тульской областной комсомольской газеты «Молодой коммунар».
В конце апреля 1941 года был призван в Красную армию на военные курсы.
Участвовал в Великой Отечественной войне. Был военным корреспондентом.
Погиб в сентябре 1941 года под Могилёвом.